# Szent Mihály-kápolna (Aiguilhe)
Az Aiguilhe-i Szent Mihály-kápolna (Saint-Michel d'Aiguilhe) egy román stílusú épület Aiguilhe községben, Franciaország Haute-Loire megyéjében és az Auvergne-Rhône-Alpes régióban.
A 82 méter magas vulkanikus csúcsra, Aiguilhe sziklájára épült, Szent Mihály tiszteletére szentelt kápolna 268 fokos lépcsőn keresztül közelíthető meg.

## Története

### Eredet és legendák
A népi folklórban " Gargantua ürülékének" nevezett szikla voltaképpen egy bazaltos kürtőkitöltés, egy Surtsey-típusú kitörés utolsó, erózió által megtisztított domborzata.
Gotescalc, Le Puy-en-Velay püspöke, Santiago de Compostela első elismert zarándoka indítványozta a kápolna építését, és Truanus (Truand) kanonok, a katedrális esperese építtette. 961-ben készült el preromán stílusban, imaterem (oratórium) formájában. Egyesek szerint korábban egy Mercuriusnak szentelt templom állt itt, és úgy gondolják, hogy az új keresztény templom Lugus és Mercurius kultuszait próbálta helyettesíteni, régészeti nyomokat azonban nem találtak. A bejárati lépcsőfeljáró kialakítása ebből az időszakból származik, a felállításával egykorú alapító szöveg pedig megemlíti, hogy csak néhány nagyon mozgékony ember tudta megmászni a sziklát.
A "szűz ugrásának" nevezett legenda szerint egyszer egy erkölcstelenséggel vádolt fiatal lányt lelöktek a szikláról, arra számítva, hogy ha ártatlan, akkor túléli az esést. A lány valóban túlélte az esést, de utána gőgösen újra megpróbálta az ugrást, és másodszorra meghalt.
Alapításától kezdve a székesegyház káptalanjától függött mind anyagi és jövedelmi szempontból, mind a liturgikus szolgálat tekintetében; a káptalan egészen a forradalomig Aiguilhe ura maradt. A zarándokok általában a Le Puy-i katedrális felé tartó útjukon látogatják meg; nevezetes személyiségek, akik ide zarándokoltak, VII. Károly, XI. Lajos és VIII. Károly. Bár a kápolnához vezető úton remeték éltek barlangokban, a szikla állandó elfoglalására nincs bizonyíték; írásos dokumentumok hiányában a három árkádsoron kívüli építési nyomok jelentősége még nem tisztázaott.
1245-ben villám csapott a harangtoronyba.

### Reneszánsz kori átalakítások
Három árkádsor épült a feljárati lépcsősor díszítésére: kettőt Rafael és Gábriel arkangyalnak, a harmadikat Guinefortnak, a gyermekeket védelmező szent agárnak szentelték, akinek kultuszát hiábavalóan ítélte el a tridenti zsinat. 1809-ben ezek a szobrok már csak maradványok voltak.
1420-ban arról van szó, hogy a már bekerített és megerősített Aiguilhét (a kápolna körüli sétányt) Le Puy városának részévé teszik, de ez végül nem valósult meg.
1562-ben a protestánsok lerombolták Szent Mihály szobrát.

### 18–19. század

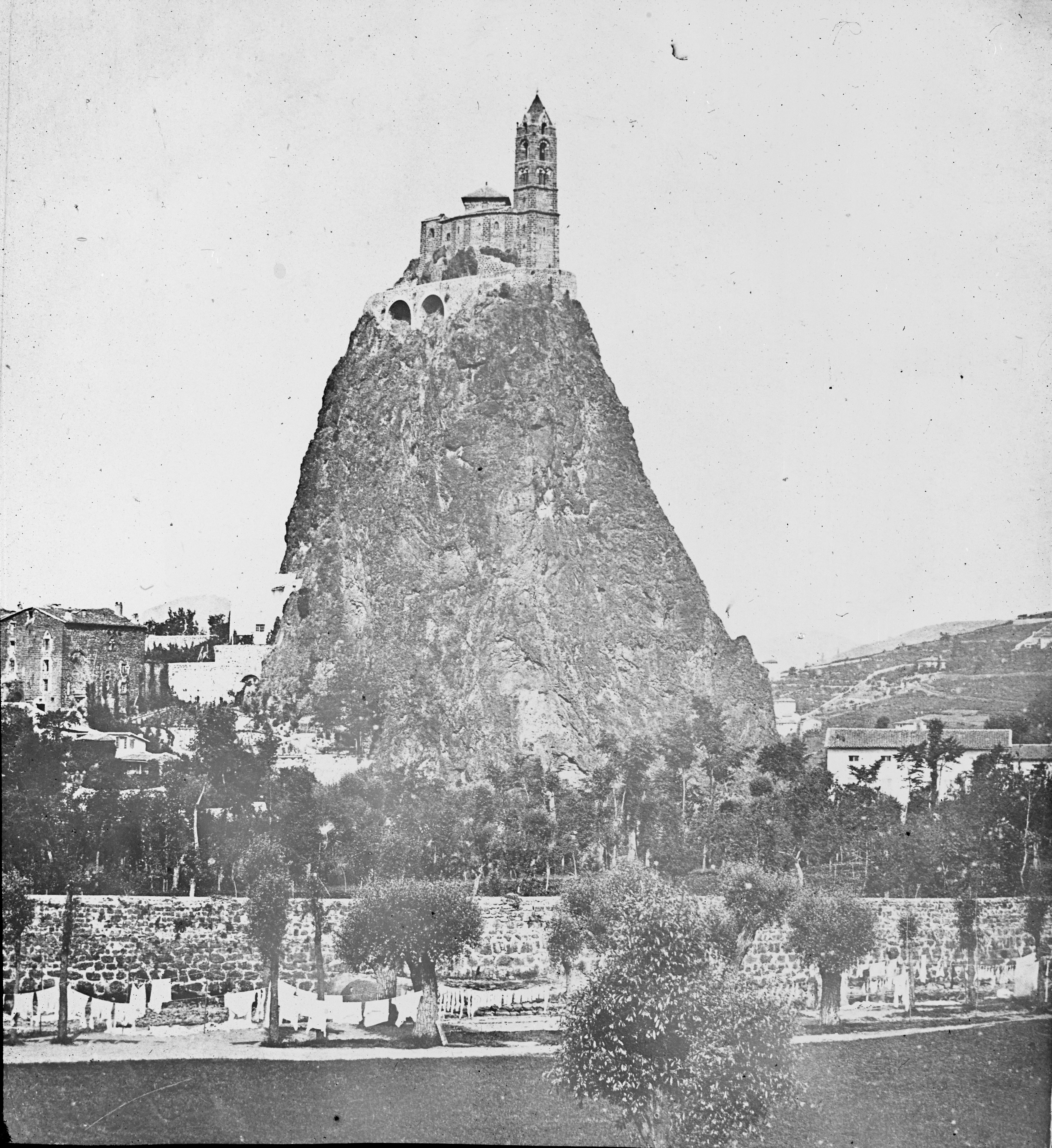
A kápolna 1894-ben

Mivel nem volt plébánia, a francia forradalom idején elhagyták, léte pedig veszélybe került. Építészeti és festészeti érdekességei miatt egy felvilágosult elit, köztük Prosper Mérimée, aki érdeklődött a falfestmények iránt, kirángatta a feledés homályából. Ezt követően az államra bízták, és 1840-ben az első védett műemléki lista része lett.
Prosper Mérimée szorgalmazta az 1823-ban lemeszelt középkori falfestmények restaurálását. Mallay egyházmegyei építész volt a felelős az elvégzendő javítások becsléséért, a kápolna harangtornyának megemeléséért. Anatole Dauvergne rajzokat készített az akkor megőrzött festmények maradványairól; melyek közül néhány később elpusztult, így ezek a feljegyzések voltak létezésük egyetlen nyomai, és ezek alapján állították vissza őket.

### Modern átépítések
A 20. századi restaurációk dokumentálása hiányos. 1955-ben a főoltár alatt végzett munka egy ereklyekincs felfedezéséhez vezetett: polikróm Krisztus olajfából, mellkereszt, elefántcsont doboz és szövetek két tálca közé zárva. Ezeket a ritka román kori tárgyakat az oltárszenteléskor helyezték el. Egy vitrinben, a kórus egy oszlopa mellett állították ki.
A falfestmények restaurálása 2003-ban és 2004-ben történt. Rendszeres tisztítási és konszolidációs munkálatokat végeznek, legutóbb 2017-ben.

## Rangsorolás
Az épület 1840 óta szerepel a francia történelmi műemlékek jegyzékben; része az első műemléki listának, amely 1034 elemet tartalmazott. 2014-ben az Aguilhe-i Szent Mihály-kápolnát a franciák negyedik legszeretettebb műemlékének (Le Monument préféré des Français) választották; 2015-ben pedig a közeli Le Puy-i katedrális a második helyet szerezte meg a listán.
Az Aiguilhe-szikla lábánál egy másik figyelemre méltó román stílusú épület található: a 13. századi Saint-Clair d'Aiguilhe kápolna, a Szent Klára-kórház kápolnája, amelyet Bernard, a szentély őre 1088-ban alapított a Saint Michel zarándokainak ellátására.

## Bemutatása

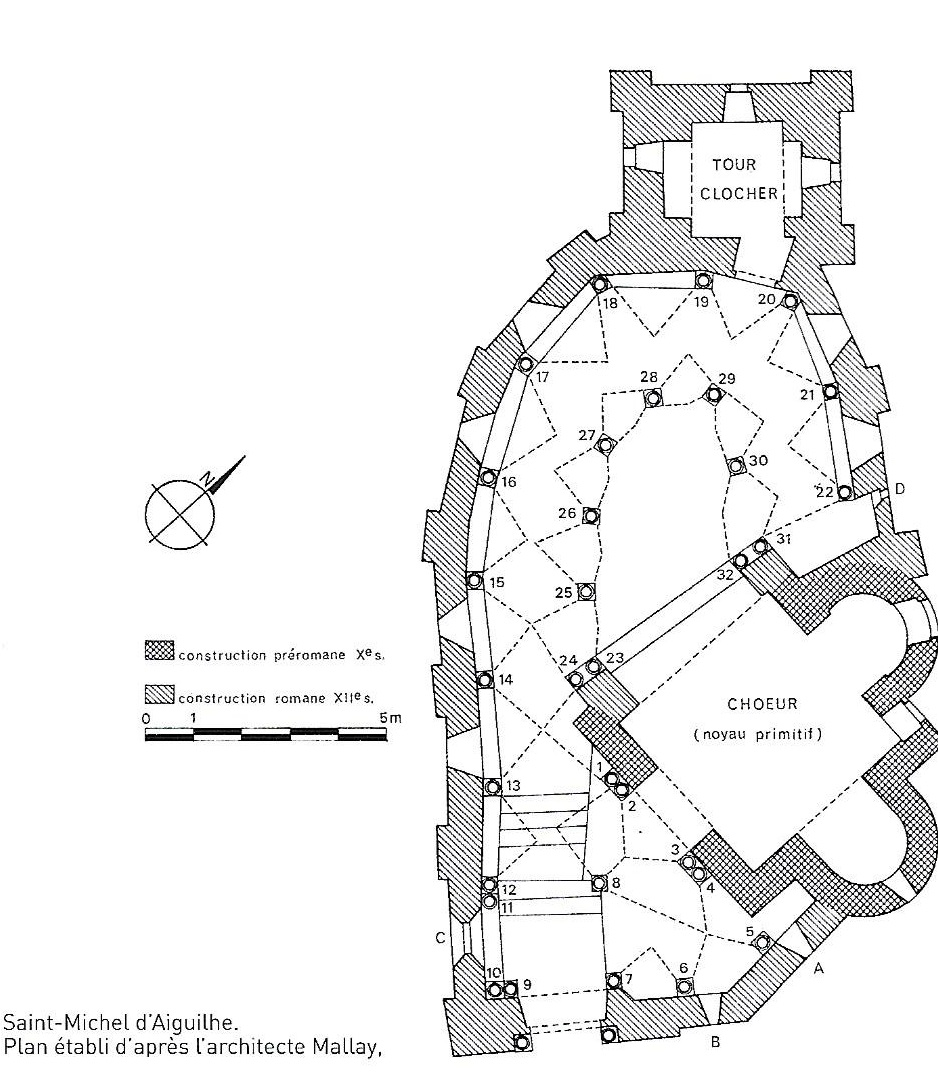
Mallay 19. századi alaprajza

Az épület helyzete szimbolikus: sziklájának tetején a Le Puy-i katedrálisra néz, és védi a szintén erődítésekkel körülvett Le Puyt. Ez összhangban áll Szent Mihály arkangyal védelmező szerepével, és román kori ábrázolásával (a Szűzanya és a kapukat védő katona fölé helyezve).
Egyesek az építészetet és a díszítést a Santiago de Compostelába vezető nagy francia zarándokutak, és különösen az Aiguilhe-n áthaladó Via Podiensis mentén zarándoklók hatására az omajjád művészet vívmányaihoz kötik, de ez a 19. században és a 20. század elején elterjedt elképzelést ma már megkérdőjelezik. A kritikusok rámutatnak arra, hogy a spanyol hatás valószínűtlen az eredeti zarándokút első, egykorú épülete esetében, és hogy a Szent Mihály-templomnak nincs testvérépülete a zarándokúton. Úgy tűnik, az inspiráció inkább Rómából származik, amely felé a Karoling-ház fordult, és a Mont Gargan-i Szent Mihály-szentély útvonalából.

### Építészet
Az építkezés két szakaszban zajlott: 961-ben egy preromán stílusú oratóriumot szenteltek fel, majd a 12. század végén kápolna épült a zarándokok áramlása miatt.

#### A 10. századi oratórium
A Truannus által alapított eredeti épület római ihletésű, négyzet alakú oratórium, amelyet három keresztboltozatos apszidiólummal szegélyezett kupola fed, hasonlóan a Germigny-des-Prés-i karoling kori imaterem kezdetleges állapotához. A falfestmények az építés idejéből származnak, így a román kor előtti festmények ritka példái. A déli apszist a 12. században a kápolna építésekor lerombolták.

#### A 12. századi zarándokkápolna
Az eredeti terv alapján épült kápolna méreteiben, elrendezésében és tájolásában teljesen az emelvény alakjához igazodik. A hasonlóság ellenére nem mellékhajó, hanem a hozzáépített meghosszabbításban és a nyugati apszis helyén épült hajó, amelyet keresztboltozatos galéria vesz körül, amely néhány lépcsőfok után egy előgaléria és egy galéria alatt vezet a bejárati karzathoz, és két fülke után az előcsarnokba és a délkeleti irányú, faragott és polikróm homlokzathoz vezet, amely híressé teszi a műemléket. Míg az oratórium tájolt, a kápolna északnyugat-délkeleti tengelyű. A kápolna bejáratánál, az ajtó mellett, a 268 lépcső tetején egy automata külső defibrillátor áll rendelkezésre.

### Dekoráció

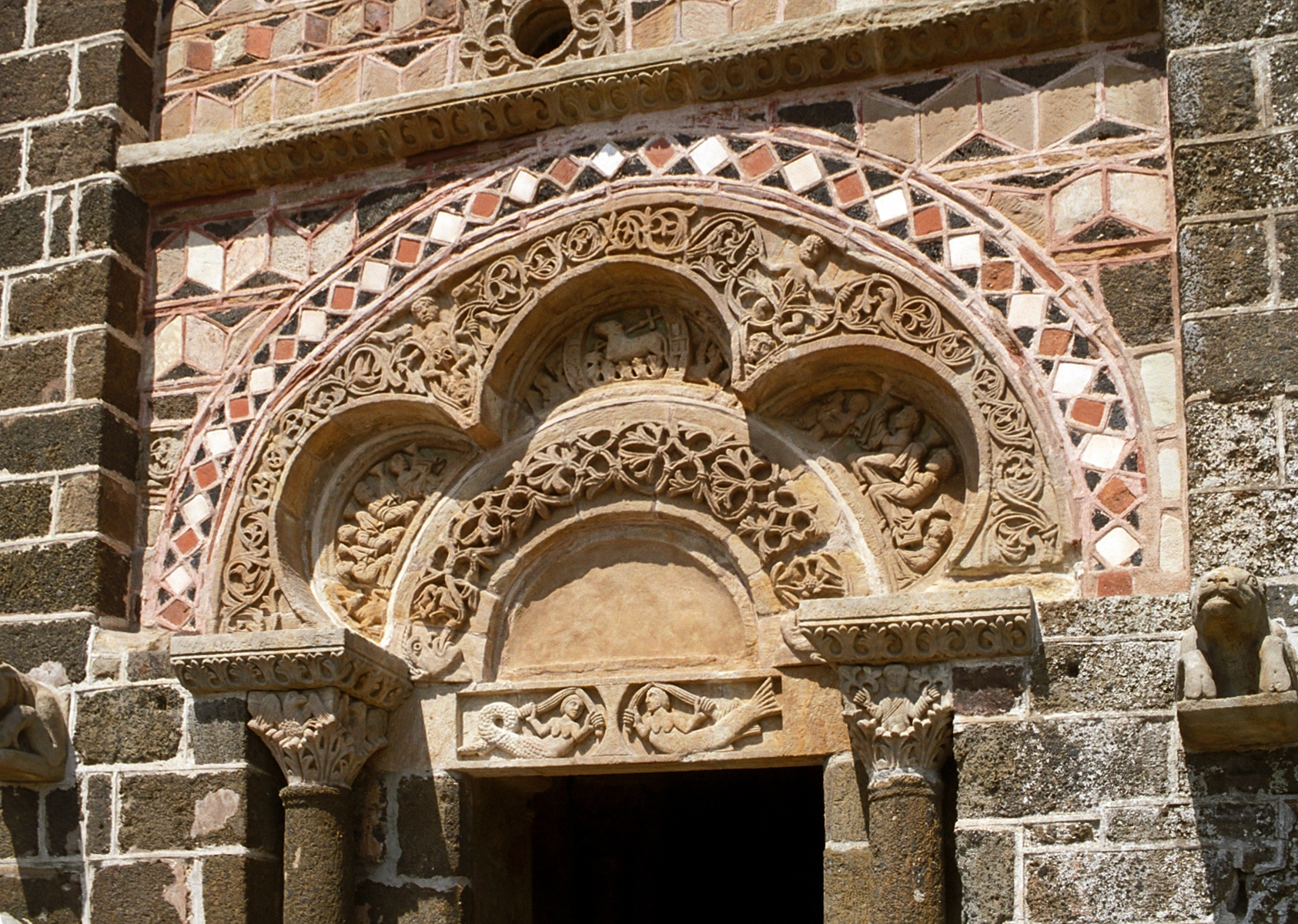
A portál többkaréjos íve

Az auvergne-i román művészetre jellemző polikróm kőmozaikok (melyek hasonlóak a Le Puy-i székesegyházéhoz vagy az issoire-i Saint-Austremoine templom apszisához), a lábazati domborművek, a karzaton lévő szobrok csak olyan műalkotásként értelmezhetők, amely nem választható el a polikróm festményektől, amelyek teljesen beborították a belső teret és a lábazatot. A hiányosságok és az elmúlt évszázadokban bekövetkezett pusztulás megfoszt bennünket a díszítmény egyes elemeinek világos megértésétől.

#### Homlokzat
Az ajtót két oszlop szegélyezi, amelyeket egy-egy akantuszlevelekkel és antropomorf vagy zoomorf motívumokkal díszített oszlopfő zár le. Az ajtót két egymással szemben álló, sellővel díszített, faragott párkány zárja le, amely egy lombkoronával szegélyezett frízzel övezett timpanonon nyugszik. Az archivolt a lombokkal és antropomorf motívumokkal díszített háromkaréjos boltozatot támasztja alá. A karéjok belsejét faragott jelenetek díszítik, köztük a húsvéti bárány és az apokalipszist idéző vének csoportjai. A timpanon motívumainak hiánya stukkódíszítés feltételezéséhez vezet, amelynek egy elemét az ásatások során találták meg.
A boltív felett polikróm kövekből készült, árkádokkal körülvett mozaikdíszítés található, amely alatt Krisztust ábrázolják Szent Jánossal, a Szűzanyával, Mihály arkangyallal és Szent Péterrel.

#### Falfestmények és oszlopfők

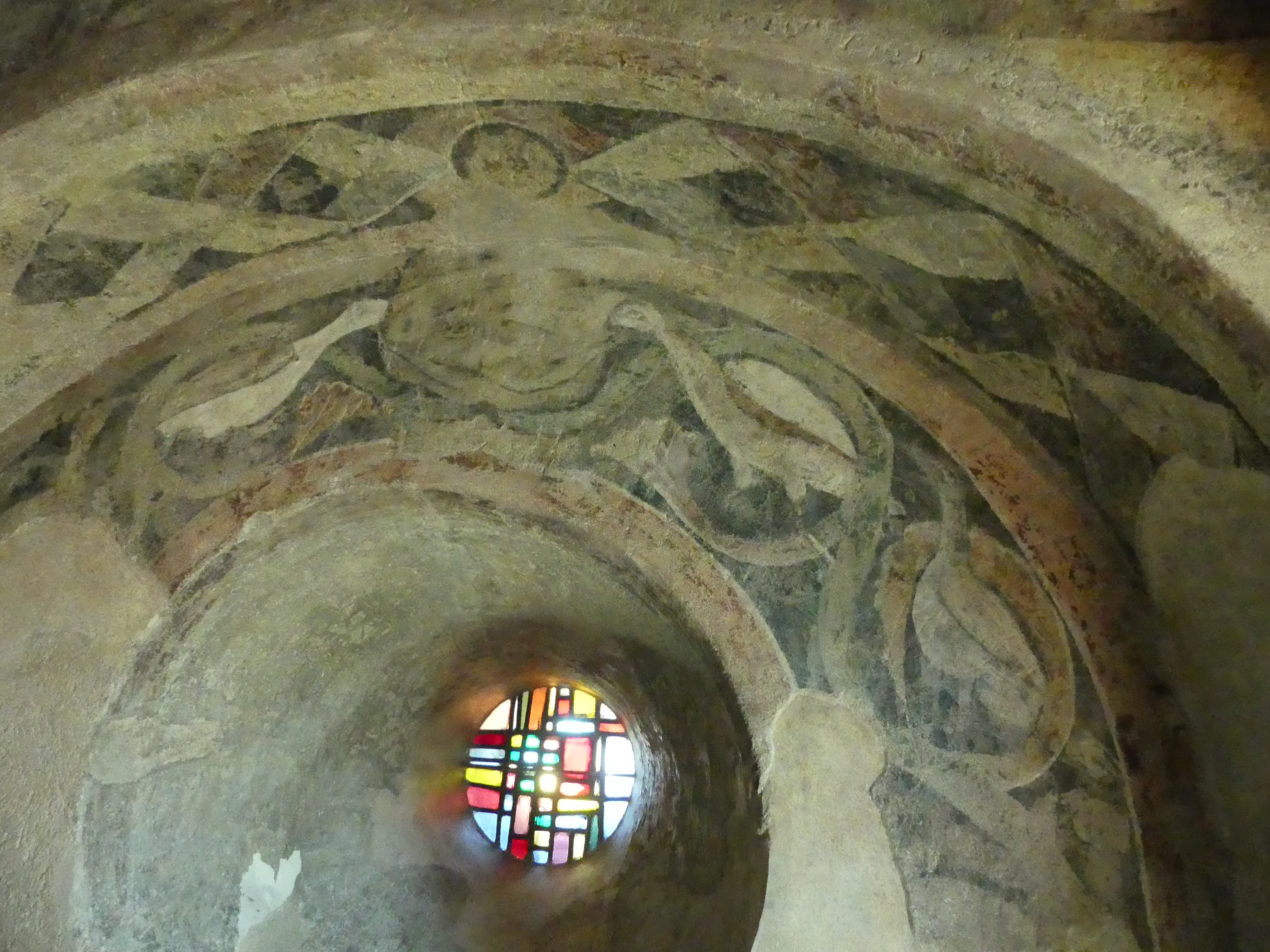
Madarak és geometriai motívumok, a galéria oculusa

A kápolna harminckét román stílusú oszlopfője heterogén, némelyik pálmalevelet vagy egyéb növényi motívumot visel, mások díszesebbek, polikrómia nyomait viselik, szisztematikusan festették őket, egyeseknél a faragvány befejezetlen, amely festéskor valószínűleg nem tűnt fel. Három festési periódust azonosítottak: az első a kórus román stílusú díszítése a primitív kápolnában, a második román stílusú díszítés az előcsarnokban és a karzatban, a harmadik pedig a napkeleti bölcsek ciklusa a hajó boltozatán, továbbá a karzat gótikus díszítése.

#### Az ikonográfia témái
A portál ikonográfiáját fentebb említettük, a két oszlopfő közül az egyik diakónust ábrázol, az archivolt lombfüzérét két fej szája köpi ki, beszéd idézéseként. A párkány sellői 19. századi másolatként készültek a korábbi festmények alapján, de azokkal ellentétben kendő borítja a hajukat.
A karzat díszítése szinte teljesen eltűnt, a hajóét a napkeleti bölcsek három jelenetéből álló ciklusaként azonosították, a kórusban felismerhető a tetramorf, az arkangyal és a végítéletet idéző égi Jeruzsálem. A galériákat geometrikus motívumok, madarak és egy Szűz Mária-ábrázolás díszítik.

## Jelenlegi állapota és felhasználása
2017 májusa óta az Aiguilhe-i Szent Mihály-kápolna, a Le Puy-i székesegyház és három másik, a közelben található kápolna éjszakai megvilágításban részesül, amelyet "Puy de Lumières" névre kereszteltek. A helyszín turisztikai hasznosításával egy vállalatot bíztak meg.

## Fordítás
- Ez a szócikk részben vagy egészben  az   Église Saint-Michel d'Aiguilhe című francia Wikipédia-szócikk ezen változatának fordításán alapul.  Az eredeti cikk szerkesztőit annak laptörténete sorolja fel. Ez a jelzés csupán a megfogalmazás eredetét és a szerzői jogokat jelzi, nem szolgál a cikkben szereplő információk forrásmegjelöléseként.